# Brisbane International 2010 - Qualificazioni singolare femminile
Le qualificazioni del singolare femminile del Brisbane International 2010 sono state un torneo di tennis preliminare per accedere alla fase finale della manifestazione. I vincitori dell'ultimo turno sono entrati di diritto nel tabellone principale. In caso di ritiro di uno o più giocatori aventi diritto a questi sono subentrati i lucky loser, ossia i giocatori che hanno perso nell'ultimo turno ma che avevano una classifica più alta rispetto agli altri partecipanti che avevano comunque perso nel turno finale.
Le qualificazioni del Brisbane International  2010 prevedevano 32 partecipanti di cui 4 sono entrati nel tabellone principale.

## Teste di serie
1. Akgul Amanmuradova (primo turno)
2. Yung-Jan Chan (secondo turno)
3. Alla Kudrjavceva (Qualificata)
4. Arantxa Parra-Santonja (secondo turno)

1. Anastasija Rodionova (secondo turno)
2. Sandra Záhlavová (primo turno)
3. Evgenija Rodina (ultimo turno)
4. Galina Voskoboeva (Qualificata)

## Qualificati
1. Galina Voskoboeva
2. Sesil Karatančeva

1. Alla Kudrjavceva
2. Ekaterina Ivanova

## Tabellone

### Legenda
| - Q = Qualificato - WC = Wild card - LL = Lucky loser | - ALT = Alternate - SE = Special Exempt - PR = Protected Ranking | - w/o = Walkover - r = Ritirato - d = Squalificato |

### Sezione 1
|  | Primo turno     | Primo turno     | Primo turno    | Primo turno | Primo turno |  |  | Secondo turno   | Secondo turno   | Secondo turno   | Secondo turno | Secondo turno |   |   | Ultimo turno | Ultimo turno    | Ultimo turno    | Ultimo turno | Ultimo turno |  |
|  |                 |                 |                |             |             |  |  |                 |                 |                 |               |               |   |   |              |                 |                 |              |              |  |
|  |                 | M Krajicek      | M Krajicek     | 6           | 6           |  |  |                 |                 |                 |               |               |   |   |              |                 |                 |              |              |  |
|  | 1               | A Amanmuradova  | A Amanmuradova | 3           | 4           |  |  | M Krajicek      | M Krajicek      | M Krajicek      | 63            | 63            |   |   |              |                 |                 |              |              |  |
|  | Heidi El Tabakh | Heidi El Tabakh | 7              | 68          | 6           |  |  | Heidi El Tabakh | Heidi El Tabakh | Heidi El Tabakh | 7             | 7             |   |   |              |                 |                 |              |              |  |
|  | Camille Pin     | Camille Pin     | 62             | 7           | 2           |  |  |                 |                 |                 |               |               |   |   |              | Heidi El Tabakh | Heidi El Tabakh | 6            | 0r           |  |
|  | Jarmila Groth   | Jarmila Groth   | Jarmila Groth  | 6           | 6           |  |  |                 |                 | 8               | G Voskoboeva  | G Voskoboeva  | 4 | 2 |              |                 |                 |              |              |  |
|  | Elena Čalova    | Elena Čalova    | Elena Čalova   | 3           | 3           |  |  |                 | Jarmila Groth   | 6               | 5             | 5             |   |   |              |                 |                 |              |              |  |
|  | 8               | G Voskoboeva    | 6              | 4           | 6           |  |  | 8               | G Voskoboeva    | 4               | 7             | 7             |   |   |              |                 |                 |              |              |  |
|  |                 | Ol'ga Savčuk    | 3              | 6           | 3           |  |  |                 |                 |                 |               |               |   |   |              |                 |                 |              |              |  |

### Sezione 2
|  | Primo turno     | Primo turno     | Primo turno     | Primo turno | Primo turno |  |  | Secondo turno | Secondo turno   | Secondo turno   | Secondo turno   | Secondo turno |   |    | Ultimo turno | Ultimo turno  | Ultimo turno | Ultimo turno | Ultimo turno |  |
|  |                 |                 |                 |             |             |  |  |               |                 |                 |                 |               |   |    |              |               |              |              |              |  |
|  | 2               | Yung-Jan Chan   | 2               | 6           | 6           |  |  |               |                 |                 |                 |               |   |    |              |               |              |              |              |  |
|  |                 | Naomi Cavaday   | 6               | 0           | 2           |  |  | 2             | Yung-Jan Chan   | Yung-Jan Chan   | 3               | 62            |   |    |              |               |              |              |              |  |
|  | S Karatančeva   | S Karatančeva   | S Karatančeva   | 6           | 6           |  |  |               | S Karatančeva   | S Karatančeva   | 6               | 7             |   |    |              |               |              |              |              |  |
|  | Misaki Doi      | Misaki Doi      | Misaki Doi      | 2           | 3           |  |  |               |                 |                 |                 |               |   |    |              | S Karatančeva | 6            | 3            | 7            |  |
|  | Olivia Rogowska | Olivia Rogowska | Olivia Rogowska | 6           | 7           |  |  |               |                 | 7               | Evgenija Rodina | 4             | 6 | 64 |              |               |              |              |              |  |
|  | N Jakimava      | N Jakimava      | N Jakimava      | 2           | 64          |  |  |               | Olivia Rogowska | Olivia Rogowska | 1               | 2             |   |    |              |               |              |              |              |  |
|  | 7               | Evgenija Rodina | Evgenija Rodina | 6           | 6           |  |  | 7             | Evgenija Rodina | Evgenija Rodina | 6               | 6             |   |    |              |               |              |              |              |  |
|  |                 | Ksenija Pervak  | Ksenija Pervak  | 0           | 3           |  |  |               |                 |                 |                 |               |   |    |              |               |              |              |              |  |

### Sezione 3
|  | Primo turno    | Primo turno      | Primo turno      | Primo turno | Primo turno |  |  | Secondo turno   | Secondo turno   | Secondo turno | Secondo turno   | Secondo turno   |   |   | Ultimo turno | Ultimo turno  | Ultimo turno  | Ultimo turno | Ultimo turno |  |
|  |                |                  |                  |             |             |  |  |                 |                 |               |                 |                 |   |   |              |               |               |              |              |  |
|  | 3              | A Kudrjavceva    | A Kudrjavceva    | 6           | 7           |  |  |                 |                 |               |                 |                 |   |   |              |               |               |              |              |  |
|  |                | Regina Kulikova  | Regina Kulikova  | 3           | 5           |  |  | 3               | A Kudrjavceva   | A Kudrjavceva | 6               | 6               |   |   |              |               |               |              |              |  |
|  | Sally Peers    | Sally Peers      | 2                | 6           | 7           |  |  |                 | Sally Peers     | Sally Peers   | 1               | 2               |   |   |              |               |               |              |              |  |
|  | A Hlaváčková   | A Hlaváčková     | 6                | 2           | 6           |  |  |                 |                 |               |                 |                 |   |   | 3            | A Kudrjavceva | A Kudrjavceva | 6            | 6            |  |
|  | M Korytceva    | M Korytceva      | M Korytceva      | 6           | 6           |  |  |                 |                 |               | Madison Brengle | Madison Brengle | 4 | 4 |              |               |               |              |              |  |
|  | Monika Wejnert | Monika Wejnert   | Monika Wejnert   | 3           | 1           |  |  | M Korytceva     | M Korytceva     | 6             | 3               | 1               |   |   |              |               |               |              |              |  |
|  |                | Madison Brengle  | Madison Brengle  | 6           | 6           |  |  | Madison Brengle | Madison Brengle | 1             | 6               | 6               |   |   |              |               |               |              |              |  |
|  | 6              | Sandra Záhlavová | Sandra Záhlavová | 1           | 1           |  |  |                 |                 |               |                 |                 |   |   |              |               |               |              |              |  |

### Sezione 4
|  | Primo turno      | Primo turno      | Primo turno      | Primo turno | Primo turno |  |  | Secondo turno | Secondo turno    | Secondo turno | Secondo turno | Secondo turno |   |   | Ultimo turno | Ultimo turno | Ultimo turno | Ultimo turno | Ultimo turno |  |
|  |                  |                  |                  |             |             |  |  |               |                  |               |               |               |   |   |              |              |              |              |              |  |
|  | 4                | A Parra-Santonja | 7                | 64          | 6           |  |  |               |                  |               |               |               |   |   |              |              |              |              |              |  |
|  |                  | O Kalašnikova    | 5                | 7           | 3           |  |  | 4             | A Parra-Santonja | 3             | 6             | 2             |   |   |              |              |              |              |              |  |
|  | E Ivanova        | E Ivanova        | E Ivanova        | 6           | 7           |  |  |               | E Ivanova        | 6             | 2             | 6             |   |   |              |              |              |              |              |  |
|  | Isabella Holland | Isabella Holland | Isabella Holland | 3           | 5           |  |  |               |                  |               |               |               |   |   | E Ivanova    | E Ivanova    | E Ivanova    | 6            | 6            |  |
|  | Kathrin Wörle    | Kathrin Wörle    | 4                | 7           | 7           |  |  |               |                  | Kathrin Wörle | Kathrin Wörle | Kathrin Wörle | 1 | 1 |              |              |              |              |              |  |
|  | Dar'ja Kustova   | Dar'ja Kustova   | 6                | 64          | 65          |  |  |               | Kathrin Wörle    | 5             | 6             | 6             |   |   |              |              |              |              |              |  |
|  | 5                | A Rodionova      | A Rodionova      | 6           | 6           |  |  | 5             | A Rodionova      | 7             | 0             | 1             |   |   |              |              |              |              |              |  |
|  |                  | Jessica Moore    | Jessica Moore    | 4           | 0           |  |  |               |                  |               |               |               |   |   |              |              |              |              |              |  |